# 宮崎県道439号市木南郷線
宮崎県道439号市木南郷線（みやざきけんどう439ごう いちきなんごうせん）は、宮崎県串間市から日南市に至る一般県道である。

## 概要

### 路線データ
- 起点：串間市大字市木（宮崎県道440号高畑山本城線交点）
- 終点：日南市南郷町贄波（国道448号交点）

## 歴史
- 1959年（昭和34年）6月1日 - 宮崎県告示第226号[1]により路線認定される。当時の整理番号は143。

## 路線状況

### 重複区間
- 宮崎県道48号市木串間線（串間市大字市木 地内）

## 地理

### 通過する自治体
- 串間市
- 日南市

### 交差する道路
| 交差する道路                        | 市町村名 | 交差する場所 | 交差する場所 |
| ----------------------------------- | -------- | ------------ | ------------ |
| 宮崎県道440号高畑山本城線           | 串間市   | 大字市木     | 起点         |
| 宮崎県道48号市木串間線 重複区間起点 | 串間市   | 大字市木     |              |
| 宮崎県道48号市木串間線 重複区間終点 | 串間市   | 大字市木     |              |
| 国道448号                           | 日南市   | 南郷町贄波   | 終点         |

### 沿線
- 串間市立市木小学校
- 串間市役所 市木支所